# مارک هلفریک
مارک هلفریک (انگلیسی: Mark Helfrich؛ زادهٔ ۱ نوامبر ۱۹۵۷) یک تدوین‌گر و کارگردان فیلم اهل ایالات متحده آمریکا است.

## فیلم‌شناسی
| سال  | فیلم                                                |
| ---- | --------------------------------------------------- |
| ۱۹۸۳ | انتقام نینجا                                        |
| ۱۹۸۵ | رمبو: اولین خون قسمت دوم                            |
| ۱۹۸۷ | غارتگر                                              |
| ۱۹۸۸ | Action Jackson                                      |
| ۱۹۹۰ | من در صلح آمده ام                                   |
| ۱۹۹۱ | Rich Girl                                           |
| ۱۹۹۱ | Stone Cold                                          |
| ۱۹۹۱ | آخرین پسر پیش‌آهنگ                                   |
| ۱۹۹۳ | راهی برای فرار نیست                                 |
| ۱۹۹۳ | فاصله قابل توجه                                     |
| ۱۹۹۳ | Midnight Kiss                                       |
| ۱۹۹۵ | دختران شو                                           |
| ۱۹۹۷ | پول حلال مشکلات است                                 |
| ۱۹۹۷ | Most Wanted                                         |
| ۱۹۹۸ | ساعت شلوغی (فیلم ۱۹۹۸)                              |
| ۲۰۰۰ | فیلم ترسناک                                         |
| ۲۰۰۰ | مرد خانواده (فیلم ۲۰۰۰)                             |
| ۲۰۰۱ | ساعت شلوغی ۲                                        |
| ۲۰۰۲ | اژدهای سرخ                                          |
| ۲۰۰۳ | هانی                                                |
| ۲۰۰۴ | پس از غروب                                          |
| ۲۰۰۶ | مردان ایکس: آخرین ایستادگی                          |
| ۲۰۰۷ | ساعت شلوغی ۳                                        |
| ۲۰۰۸ | نیویورک، دوستت دارم (segment directed by برت راتنر) |
| ۲۰۰۸ | Four Christmases                                    |
| ۲۰۱۰ | بادبادک‌ها (english-language version)                |
| ۲۰۱۱ | فصل جادوگری                                         |
| ۲۰۱۱ | سرقت از برج                                         |
| ۲۰۱۳ | فیلم ۴۳ (segment "Happy Birthday")                  |
| ۲۰۱۳ | آر. آی. پی. دی                                      |
| ۲۰۱۴ | هرکول                                               |